# 丹尼·伍德
丹尼·伍德（Daniel William "Danny" Wood，1969年5月14日—），出生在波士頓，是美國的一位歌手、詞曲作家和音樂製作人。他也是一位演員。他是偶像團體街頭頑童的成員。